# Борис Мончев
Борис Василев Мончев с псевдоним Борил е български учител и революционер, деец на Вътрешната македоно-одринска революционна организация. Юрист, народен представител в XIX, XXIV и XXV обикновено народно събрание (ОНС) на България.

## Биография
Мончев е роден на 15 август 1881 година в Прилеп, Османската империя, днес в Северна Македония. Син е на прилепчанеца Васил Мончев и брат на Георги Мончев и Петър Мончев. Учи в Солунската българска мъжка гимназия. Влиза във ВМОРО и като председател на ученическото културно-просветно дружество „Св. св. Кирил и Методий“ при Солунската афера в 1900 година е осъден на 1 година затвор.
В 1902 година завършва със седемнадесетия випуск Солунската гимназия. През 1907 година следва право в Софийския университет, от 1908 година следва в Загребския, а през 1911 година – право в Женевския. В периода 1903 – 1905 година работи като учител в Солунската българска мъжка гимназия и едновременно е член на Централния комитет на ВМОРО. През 1905 година на Солунски окръжен конгрес е избран за делегат на Рилския конгрес на ВМОРО.
След Младотурската революция в 1908 година става деец на Съюза на българските конституционни клубове и е избран за делегат на неговия Учредителен конгрес от Солун. Участва в редактирането на списание „Искра“.
 Според Павел Шатев през 1913 година Момчев заедно с Д. Кандиларов и д-р Николов водят преговори в Цариград с турски представители, водени от Сюлейман Аскери, за съвместни действия в Македония и подписват протоколи за сътрудничество.
По време на Първата световна война служи в 39-и пехотен солунски полк, а след това е инспектор във военната инспекция по прехрана на населението в Драма. Между 1918 – 1920 година е председател на комисията по настаняване на бежанците. Борис Мончев е народен представител в XIX (1920 – 1923) и XXIV (1938 – 1939) oбикновено nародно събрание с мандат от Момчиловград. Между 1924 – 1934 година е в Цариград и се занимава с търговия на тютюни, след което развива предприемаческа и културна дейност в Кърджали. В 1940 година отново става народен представител в XXV ОНС от Момчилградска избирателна колегия.

Умира на 4 октомври 1942 година в София. Погребан е в Централните софийски гробища. На погребението му реч произнася Лазар Томов от Илинденската организация: 
| „ | Борис Мончев оставя голяма следа подир себе си и в областта на стопанското повдигане на страната. Пропит със здрав национален възход той бе истински стожер на нова България. | “ |

## Родословие
|  |  |  |  |  |  |  |  |              |              |              |              |              |              |  |  | Васил Мончев (1847 – 1913) |                            |                            |                            |                            |                            |  |  |                             |                             |                             |                             |                             |                             |  |  |                                  |                                  |                                  |                                  |                                  |                                  |
|  |  |  |  |  |  |  |  |              |              |              |              |              |              |  |  |                            |                            |                            |                            |                            |                            |  |  |                             |                             |                             |                             |                             |                             |  |  |                                  |                                  |                                  |                                  |                                  |                                  |
|  |  |  |  |  |  |  |  |              |              |              |              |              |              |  |  |                            |                            |                            |                            |                            |                            |  |  |                             |                             |                             |                             |                             |                             |  |  |                                  |                                  |                                  |                                  |                                  |                                  |
|  |  |  |  |  |  |  |  | Петър Мончев | Петър Мончев | Петър Мончев | Петър Мончев | Петър Мончев | Петър Мончев |  |  | Борис Мончев (1881 – 1942) | Борис Мончев (1881 – 1942) | Борис Мончев (1881 – 1942) | Борис Мончев (1881 – 1942) | Борис Мончев (1881 – 1942) | Борис Мончев (1881 – 1942) |  |  | Георги Мончев (1883 – 1913) | Георги Мончев (1883 – 1913) | Георги Мончев (1883 – 1913) | Георги Мончев (1883 – 1913) | Георги Мончев (1883 – 1913) | Георги Мончев (1883 – 1913) |  |  | Наталия Мончева (около 1883 – ?) | Наталия Мончева (около 1883 – ?) | Наталия Мончева (около 1883 – ?) | Наталия Мончева (около 1883 – ?) | Наталия Мончева (около 1883 – ?) | Наталия Мончева (около 1883 – ?) |